# Li Feng-ying
Li Fengying, o Li Feng-ying (in cinese: 黎鋒英S; Zixing, 23 gennaio 1975), è un'ex sollevatrice cinese naturalizzata taiwanese, medagliata olimpica e campionessa mondiale, che ha gareggiato nelle categorie dei pesi piuma (fino a 54/53 kg.) e dei pesi leggeri (fino a 58 kg.).

## Carriera
Nata nella Provincia di Hunan, Li Fengying cominciò a praticare il sollevamento pesi all'età di 13 anni e anni dopo venne inserita nella squadra nazionale di sollevamento pesi cinese attraverso le selezioni provinciali.
Nel 1993, durante i Campionati asiatici di Shilong, in Cina, conobbe Zhong Yongji, allenatore della squadra nazionale di Taiwan, con il quale stabilì un legame affettivo.
L'anno seguente Li Fengying vinse la medaglia d'argento nella categoria fino a 54 kg. ai Campionati mondiali di Istanbul con 195 kg. nel totale, dietro all'indiana Karnam Malleswari (197,5 kg.).
Successivamente Li Fengying sposò Zhong Yongji e annunciò il ritiro dalle competizioni, trasferendosi a Taiwan.
Ritornò alle competizioni nel 1997, dopo aver ottenuto la cittadinanza taiwanese, e l'anno successivo vinse la medaglia d'argento nella categoria fino a 53 kg. ai Giochi Asiatici di Bangkok con 202,5 kg. nel totale.
Nel 1999 Li Feng-ying vinse la medaglia d'oro ai Campionati asiatici di Wuhan con 215 kg. nel totale, battendo la cinese Wang Xiufen (212,5 kg.), e dopo pochi mesi conquistò la medaglia d'oro anche ai Campionati mondiali di Atene con 215 kg. nel totale, dove realizzò il record mondiale nella prova di slancio.
Nel 2000 partecipò alle Olimpiadi di Sydney, dove il sollevamento pesi femminile faceva il suo esordio olimpico, vincendo la medaglia d'argento con 212,5 kg. nel totale, battuta dalla cinese Yang Xia (225 kg.).
L'anno seguente Li Feng-ying riuscì a confermare il titolo mondiale di due anni prima ai Campionati mondiali di Antalya con 210 kg. nel totale, davanti alla cinese Qiu Hongxia (207,5 kg.) e alla ecuadoriana Alexandra Escobar-Guerrero (205 kg.).
Nel 2003, invece, Li Feng-ying, dopo essere passata alla categoria superiore dei pesi leggeri, non riuscì a classificarsi ai Campionati mondiali di Vancouver, ritirandosi dalla competizione a causa di un infortunio, dopo aver fallito il primo tentativo nella prova di strappo, e non potendosi più preparare per le successive Olimpiadi di Atene 2004.
Nel 2004 decise di lasciare l'attività agonistica, durante la quale realizzò anche tre record mondiali della categoria dei pesi piuma (fino a 53 kg.), di cui uno nella prova di strappo e due nella prova di slancio.
In seguito al suo ritiro, diventò allenatrice di sollevamento pesi, lavorando nel sistema scolastico di Taiwan.